# Listă de filme de acțiune din 2004
Aceasta este o listă de filme de acțiune din 2004:
| Titlu                                    | Regizor                   | Actori                                                                     | Țară                                                                   | Sub-Gen/Note            |
| ---------------------------------------- | ------------------------- | -------------------------------------------------------------------------- | ---------------------------------------------------------------------- | ----------------------- |
| Appleseed                                | Shinji Aramaki            |                                                                            | Japonia                                                                | [ 1 ]                   |
| Alien vs. Predator                       | Paul W.S. Anderson        | Sanaa Lathan, Raoul Bova, Lance Henriksen                                  | Statele Unite ale Americii                                             | [ 2 ]                   |
| Anacondas: The Hunt for the Blood Orchid | Dwight H. Little          | Johnny Messner, KaDee Strickland, Matthew Marsden                          | Statele Unite ale Americii                                             | [ 3 ]                   |
| Blade: Trinity                           | David S. Goyer            | Wesley Snipes, Kris Kristofferson, Jessica Biel                            | Statele Unite ale Americii                                             | [ 4 ]                   |
| Blast!                                   | Anthony Hickox            | Eddie Griffin                                                              | Statele Unite ale Americii                                             | [ 5 ]                   |
| Blueberry                                | Jan Kounen                | Vincent Cassel, Juliette Lewis, Michael Madsen                             | Mexic · Regatul Unit al Marii Britanii și al Irlandei de Nord · Franța | [ 6 ]                   |
| The Bodyguard                            | Petchtai Wongkamlao       | Petchtai Wongkamlao, Tony Jaa                                              | Thailanda                                                              | [ 7 ]                   |
| Born to Fight                            | Panna Rittikrai           | Dan Chupong                                                                | Thailanda                                                              | [ 8 ]                   |
| The Bourne Supremacy                     | Paul Greengrass           | Matt Damon, Franka Potente, Brian Cox                                      | Statele Unite ale Americii · Germania                                  | [ 9 ]                   |
| Breaking News                            | Johnny To                 | Richie Ren, Kelly Chen, Nick Cheung                                        | Republica Populară Chineză · Hong Kong                                 | [ 10 ]                  |
| Casshern                                 | Kazuaki Kiriya            | Yusuke Iseya, Kumiko Aso, Toshiaki Karasawa                                | Japonia                                                                | Science fiction acțiune |
| Catwoman                                 | Pitof                     | Halle Berry, Benjamin Bratt, Sharon Stone                                  | Statele Unite ale Americii                                             | [ 12 ]                  |
| District B13                             | Pierre Morel              | Cyril Raffaelli, David Belle, Tony D'Amario                                | Franța                                                                 | [ 13 ]                  |
| Enter the Phoenix                        | Stephen Fung              | Eason Chan, Karen Mok, Stephen Fung                                        | Hong Kong                                                              | [ 14 ] [ 15 ]           |
| Ghost in the Shell 2: Innocence          | Mamoru Oshii              |                                                                            | Japonia                                                                | Science fiction acțiune |
| Hellboy                                  | Guillermo del Toro        | Ron Perlman, John Hurt, Selma Blair                                        | Statele Unite ale Americii                                             | [ 17 ]                  |
| House of Flying Daggers                  | Zhang Yimou               | Takeshi Kaneshiro, Zhang Ziyi, Andy Lau Tak-wah                            | Republica Populară Chineză · Hong Kong                                 | [ 18 ]                  |
| I, Robot                                 | Alex Proyas               | Will Smith                                                                 | Statele Unite ale Americii                                             | Science fiction acțiune |
| Izo                                      | Takashi Miike             | Kazuya Nakayama, Takeshi Kitano                                            | Japonia                                                                | [ 20 ]                  |
| Kill Bill Vol. 2                         | Quentin Tarantino         | Uma Thurman, David Carradine, Michael Madsen                               | Statele Unite ale Americii                                             | [ 21 ]                  |
| Kung Fu Hustle                           | Stephen Chow              | Stephen Chow, Yuen Wah, Leung Siu Lung                                     | Republica Populară Chineză · Hong Kong                                 | [ 22 ]                  |
| Lethal                                   | Dustin Rikert             | Heather Marie Marsden, Lorenzo Lamas, Frank Zagarino                       | Statele Unite ale Americii                                             | acțiune thriller        |
| Man on Fire                              | Tony Scott                | Denzel Washington, Dakota Fanning, Christopher Walken                      | Statele Unite ale Americii                                             | [ 24 ]                  |
| New Police Story                         | Benny Chan                | Jackie Chan, Nicholas Tse, Charlie Yeung                                   | Republica Populară Chineză · Hong Kong                                 | [ 25 ]                  |
| Night Watch                              | Timur Bekmambetov         | Konstantin Khabensky, Vladimir Menshov, Valery Zolotukhin                  | Rusia                                                                  | acțiune thriller        |
| One Nite in Mongkok                      | Derek Yee                 | Daniel Wu, Cecilia Cheung, Alex Fong                                       | Hong Kong                                                              | [ 27 ]                  |
| The Punisher                             | Jonathan Hensleigh        | Thomas Jane, John Travolta, Will Patton                                    | Statele Unite ale Americii                                             | [ 28 ]                  |
| Silver Hawk                              | Jingle Ma                 | Michelle Yeoh, Luke Goss, Brandon Chang                                    | Hong Kong                                                              | [ 29 ]                  |
| Sky Captain and the World of Tomorrow    | Kerry Conran              | Jude Law, Angelina Jolie, Gwyneth Paltrow, Giovanni Ribisi, Michael Gambon | Statele Unite ale Americii                                             | Science fiction acțiune |
| Spider-Man 2                             | Sam Raimi                 | Tobey Maguire, Kirsten Dunst, James Franco                                 | Statele Unite ale Americii                                             | [ 31 ]                  |
| Taxi                                     | Tim Story                 | Queen Latifah, Jimmy Fallon, Gisele Bündchen                               | Statele Unite ale Americii                                             | [ 32 ]                  |
| Throw Down                               | Johnny To                 | Louis Koo, Aaron Kwok, Tony Leung Kar-Fai                                  | Hong Kong · Republica Populară Chineză                                 | film de arte marțiale   |
| Torque                                   | Joseph Kahn               | Martin Henderson, Ice Cube, Monet Mazur                                    | Statele Unite ale Americii                                             | [ 34 ]                  |
| Twins Effect II                          | Corey Yuen, Patrick Leung | Charlene Choi, Gillian Chung                                               | Hong Kong · Republica Populară Chineză                                 | [ 35 ]                  |
| Van Helsing                              | Stephen Sommers           | Hugh Jackman, Kate Beckinsale                                              | Statele Unite ale Americii                                             | [ 36 ]                  |
| Walking Tall                             | Kevin Bray                | Dwayne Johnson, Johnny Knoxville, Neal McDonough                           | Statele Unite ale Americii                                             | [ 37 ]                  |
| The White Dragon                         | Wilson Yip                | Cecilia Cheung, Francis Ng, Andy On                                        | Hong Kong                                                              | [ 38 ]                  |
| Zebraman                                 | Takashi Miike             | Sho Aikawa, Kyoka Suzuki, Teruyoshi Uchimura                               | Japonia                                                                | acțiune, comedie        |